# Петуховский Содовый Завод
Петуховский Содовый Завод — исчезнувший посёлок в Ключевском районе Алтайского края. Располагался на территории Северского сельсовета. Упразднен в 1950-е г.

## География
Располагался в 5 км к западу от села Северка, у озера Петухово.

## История
Основан в 1921 г. В 1928 г. завод Петуховский Содострой состоял из 122 хозяйств, основное население — русские. В составе Северского сельсовета Ключевского района Славгородского округа Сибирского края. Последний раз отмечено на карте 1955 г. издания.

## Население[1]
| год     | 1928 | 1939 |
| ------- | ---- | ---- |
| человек | 234  | 109  |